# Jérôme Boateng
Jérôme Agyenim Boateng (Berlino, 3 settembre 1988) è un calciatore tedesco con cittadinanza ghanese, difensore svincolato.
Dopo gli inizi all'Hertha Berlino, ha militato per un biennio nell'Amburgo e per una stagione nel Manchester City, per poi trasferirsi al Bayern Monaco, di cui è diventato un punto fermo e con cui ha vinto otto campionati tedeschi, quattro Coppe di Germania, quattro Supercoppe di Germania, due Champions League, due Supercoppe europee e due Coppe del mondo per club; con i bavaresi ha centrato per due volte il cosiddetto treble (2013 e 2020), ossia la vittoria nella stessa stagione di campionato nazionale (in questo caso, la Bundesliga), coppa nazionale (la DFB-Pokal) e della principale coppa continentale (la UEFA Champions League).
Con la nazionale tedesca ha disputato tre campionati del mondo, vincendo quello del 2014 in Brasile, e due campionati d'Europa.

## Biografia
Nato a Berlino Ovest da madre tedesca e padre ghanese che aveva lasciato nel 1981 Sunyani, città del Ghana occidentale, per studiare amministrazione aziendale. Il padre, Prince Boateng, è fratello del calciatore ghanese Robert Boateng mentre la madre, Martina, lavora come hostess di terra per Lufthansa ed è stata assistente di volo di British Airways. Ha una sorella più giovane, Avelina, e due fratelli, George e Kevin-Prince, quest'ultimo anch'egli calciatore, di un anno e mezzo più grande.

## Caratteristiche tecniche
Difensore versatile, agisce principalmente da centrale, ma sa ricoprire anche il ruolo di terzino destro. Fisicamente possente, è bravo nel tackle, preciso nei passaggi e nella lettura del gioco, doti che lo hanno portato a essere considerato uno dei migliori difensori in attività. Pecca nel dinamismo, soprattutto se affrontato in velocità.

## Carriera

### Club

#### Hertha Berlino
Inizia a dare i primi calci al pallone nella F-Jugend, una delle leghe giovanili tedesche. Dimostra il suo talento già dal primo incontro, nel quale realizza 6 reti. All'età di 13 anni, nel 2002, passa alle giovanili dell'Hertha Berlino. Nel principale club della capitale tedesca debutta in Fußball-Bundesliga nel 2006-2007, alternando presenze sia nella prima che nella seconda squadra, militante in Regionalliga, e nella quale già aveva giocato nell'anno precedente. L'esordio in massima serie avviene il 31 gennaio 2007 nella trasferta di Hannover valida per la diciannovesima giornata. Gioca da titolare per tutti i 90 minuti dell'incontro, che termina con una sconfitta per 5-0 dell'Hertha.

#### Amburgo
Nell'estate 2007 si trasferisce all'Amburgo; il 2 settembre, alla quarta giornata, debutta nel club anseatico in una gara casalinga: l'avversario è il Bayern Monaco e l'incontro termina 1-1. Rimane ad Amburgo per 3 stagioni, raggiungendo un quarto ed un quinto posto in campionato e le semifinali di Coppa di Germania, Coppa UEFA 2008-2009 ed Europa League 2009-2010.

#### Manchester City
Il 5 giugno 2010 viene ingaggiato dal Manchester City per la cifra di 12,5 milioni di euro, firmando un contratto quinquennale. Fa il proprio debutto con i Citizens in un'amichevole contro il Valencia, dove diverrà subito decisivo servendo un assist a Gareth Barry. Ad una settimana dall'inizio del campionato, il tedesco subirà uno strappo al tendine del ginocchio, che sarebbe poi peggiorato in aereo a seguito di un urto con un carrello delle bevande. Ha debuttato in campionato il 25 settembre 2010 in una gara vinta per 1-0 contro il Chelsea, mentre il suo esordio in una coppa europea è arrivato in una gara di Europa League contro la Juventus. Con gli inglesi disputa un anno condizionato dagli infortuni, e per via della concorrenza nel ruolo la sua esperienza inglese è durata solo un anno.

#### Bayern Monaco
Il 14 luglio 2011 il Bayern Monaco se ne aggiudica le prestazioni grazie a una cifra vicina ai 13 milioni di euro. Boateng firma un contratto che lo legherà al club bavarese fino al 30 giugno 2015. Debutta con i bavaresi il 27 luglio seguente in una gara di Audi Cup contro il Milan, subentrando nel secondo tempo a Rafinha. Debutta in campionato il 6 agosto in una gara contro il Borussia Mönchengladbach dove, per via di un errore commesso assieme al portiere Manuel Neuer, concederà l'unica rete della gara agli avversari. Conclude l'annata 2011-2012 totalizzando 48 presenze.
Il 5 dicembre 2012 riceve un cartellino rosso in una gara di Champions League contro i bielorussi del BATĖ Borisov, cui consegue una squalifica di due turni. Il 9 marzo 2013 mette a segno la sua prima rete in Bundesliga in una gara contro il Fortuna Düsseldorf, insaccando in rete un pallone servito da Philipp Lahm. Il 6 aprile 2013 vince la sua prima Bundesliga (il ventitreesimo titolo dei bavaresi) con sei giornate di anticipo rispetto alla fine del campionato.
Il 25 maggio 2013 vince per la prima volta la Champions League, grazie alla vittoria per 2-1 nella finale contro il Borussia Dortmund.
Il 1º giugno 2013 vince anche la sua prima Coppa di Germania, ottenendo il treble con la compagine bavarese. Termina la stagione con 40 presenze totali.
La stagione 2013-2014 si apre con la vittoria il 30 agosto 2013 della Supercoppa UEFA, ottenuta sconfiggendo ai rigori in finale la compagine londinese del Chelsea, dopo che i tempi supplementari si erano conclusi sul 2-2. La sua unica rete stagionale è stata segnata contro l'Augsburg il 9 novembre, gara poi vinta per 3-0. L'11 dicembre decide di estendere il proprio contratto con i bavaresi fino al 2018. Nel corso dell'annata la squadra bavarese conquista altri tre titoli, la Coppa del mondo per club, la Bundesliga e la Coppa di Germania. Termina l'annata con un totale di 43 presenze.
Il 17 settembre 2014 mette a segno la sua prima rete in una coppa europea contro il Manchester City, sua ex squadra. Il 3 febbraio 2015 riceve un cartellino rosso in una gara contro lo Schalke 04 a causa di un brutto fallo commesso ai danni di Sidney Sam, con una conseguente squalifica di tre turni. In Champions torna al gol l'11 marzo 2015 in una vittoria contro lo Shakhtar Donetsk (7-0), ripetendosi poi il mese successivo ai quarti di finale contro il Porto (6-1). Il 26 aprile 2015 vince il terzo campionato di fila con il Bayern.
I trionfi in campionato saranno ripetuti più volte negli anni successivi e saranno accompagnati da varie vittorie nella coppa e nella supercoppa nazionale. Particolarmente fruttuosa è l'annata 2019-2020, in cui Boateng, stabilmente titolare della formazione allenata da Hans-Dieter Flick, realizza con i bavaresi il sextuple, mettendo in bacheca sei trofei in una stagione, tra cui la UEFA Champions League: per il difensore è il secondo successo nella competizione. Nella stessa annata Boateng raggiunge, il 14 dicembre 2019, le 300 presenze con il Bayern Monaco. Al termine della stagione 2020-2021, Boateng, non avendo rinnovato il contratto, rimane svincolato e lascia il club bavarese dopo 10 anni.

#### Olympique Lione
Il 1º settembre 2021 firma un contratto biennale con l’Olympique Lione. Debutta con i francesi il 13 settembre seguente in una gara contro lo Strasburgo. Durante la sua prima annata ai francesi il tedesco scenderà in campo con regolarità, salvo essere relegato più volte in panchina e in tribuna nella seconda metà di stagione. Con la squadra all'ottavo posto in classifica, termina l'annata totalizzando 27 presenze.
Durante la sua seconda annata il giocatore si ritrova indietro nelle gerarchie, venendo principalmente usato come riserva. La sua stagione sarà cospicuamente condizionata da prestazioni al di sotto delle aspettative e dalla sua condizione fisica non sempre ottimale, che lo limiterà a scendere in campo in sole 8 occasioni. Il 9 giugno 2023 viene annunciato il suo addio alla squadra francese, la quale ha deciso di non rinnovare il contratto in scadenza al 30 giugno 2023. In due annate totalizza 35 presenze.

#### Salernitana
Dopo essere rimasto senza squadra per sette mesi, il 2 febbraio 2024 viene annunciato il suo trasferimento alla Salernitana con la quale firma un contratto semestrale con opzione di rinnovo per un anno supplementare. Esordisce da titolare con la maglia granata il 4 febbraio, appena due giorni dopo la sua ufficialità, nella gara pareggiata a reti bianche contro il Torino. Complici anche vari problemi fisici, termina l'annata totalizzando solamente 7 presenze, con la squadra retrocessa in Serie B con quattro turni d'anticipo. Il 30 maggio seguente annuncia ufficialmente il proprio addio al club granata.

#### LASK Linz
Il 31 maggio 2024 firma un contratto biennale per gli austriaci del LASK con decorrenza dal 1º luglio 2024. Debutta ufficialmente con il club il successivo 17 agosto, subentrando nei minuti finali di una gara casalinga contro il Salisburgo. Il 19 agosto 2025 risolve con un anno di anticipo il suo contatto con gli austriaci.

### Nazionale
Il 10 ottobre 2009 fa il suo debutto nella nazionale maggiore nell'incontro di qualificazione ai Mondiali 2010 contro la Russia allo Stadio Lužniki di Mosca. La gara si conclude 1-0 per i tedeschi, garantendo agli stessi la matematica qualificazione ai Mondiali, ma Boateng finisce anzitempo la partita causa espulsione.
Convocato per il Mondiale 2010, gioca contro il fratello Kevin-Prince nella partita Germania-Ghana; è la prima volta che si verifica tale avvenimento nella storia della competizione. Termina la competizione al terzo posto.
A Euro 2012 gioca da titolare e viene eliminato dalla competizione in semifinale, dopo la sconfitta 2-1 contro l'Italia.
Convocato per il Mondiale 2014, dopo aver nuovamente sfidato il Ghana del fratello Kevin-Prince, il 13 luglio 2014 si laurea campione del mondo dopo la vittoria in finale sull'Argentina per 1-0, ottenuta grazie al goal decisivo di Götze durante i tempi supplementari. Nel mondiale si è rivelato importante avendo vinto l'83% dei contrasti.
Viene convocato per gli Europei 2016 in Francia. Sigla il suo primo gol in nazionale nella partita valida per gli ottavi di finale del torneo, giocata allo Stadio Pierre Mauroy di Lilla contro la Slovacchia e vinta per 3-0. Il cammino della squadra si è fermato in semifinale contro la Francia padrona di casa perdendo 2-0, con Boateng che al 61' è uscito per infortunio.
Il 27 marzo 2018 ha indossato per la prima volta la fascia da capitano della nazionale tedesca, nell'amichevole persa per 1-0 contro il Brasile.
Ha disputato anche il campionato del mondo 2018, in cui ha offerto prestazioni ben al di sotto delle attese ed è stato espulso nella gara contro la Svezia per somma di ammonizioni. Squalificato, ha saltato la partita contro la Corea del Sud, che ha sancito la clamorosa eliminazione dei tedeschi al primo turno.
Dopo la gara con la Svezia, ha raccolto altre 3 presenze in nazionale, l'ultima di queste contro i Paesi Bassi (persa per 3-0) il 13 ottobre 2018.
Il 5 marzo 2019 il ct Joachim Löw ha annunciato la fine della carriera in nazionale di Boateng (così come di altri due componenti storici, Mats Hummels e Thomas Müller); il 20 marzo, prima dell'amichevole con la Serbia disputata a Wolfsburg, i tre sono stati salutati dal pubblico tedesco con un'ovazione.

## Statistiche

### Presenze e reti nei club
Statistiche aggiornate al 30 giugno 2025.
| Stagione                 | Squadra                  | Campionato               | Campionato | Campionato | Coppe nazionali | Coppe nazionali | Coppe nazionali | Coppe continentali | Coppe continentali | Coppe continentali | Altre coppe | Altre coppe | Altre coppe | Totale | Totale |
| Stagione                 | Squadra                  | Comp                     | Pres       | Reti       | Comp            | Pres            | Reti            | Comp               | Pres               | Reti               | Comp        | Pres        | Reti        | Pres   | Reti   |
| ------------------------ | ------------------------ | ------------------------ | ---------- | ---------- | --------------- | --------------- | --------------- | ------------------ | ------------------ | ------------------ | ----------- | ----------- | ----------- | ------ | ------ |
| 2005-2006                | Hertha Berlino II        | RLN                      | 9          | 1          | -               | -               | -               | -                  | -                  | -                  | -           | -           | -           | 9      | 1      |
| 2006-2007                | Hertha Berlino II        | RLN                      | 15         | 0          | -               | -               | -               | -                  | -                  | -                  | -           | -           | -           | 15     | 0      |
| Totale Hertha Berlino II | Totale Hertha Berlino II | Totale Hertha Berlino II | 24         | 1          |                 |                 |                 |                    |                    |                    |             |             |             | 24     | 1      |
| 2005-2006                | Hertha Berlino           | BL                       | 0          | 0          | CG              | 0               | 0               | -                  | -                  | -                  | -           | -           | -           | 0      | 0      |
| 2006-2007                | Hertha Berlino           | BL                       | 10         | 0          | CG              | 1               | 0               | -                  | -                  | -                  | -           | -           | -           | 11     | 0      |
| 2007-2008                | Amburgo                  | BL                       | 27         | 0          | CG              | 3               | 0               | CU                 | 7                  | 0                  | -           | -           | -           | 37     | 0      |
| 2008-2009                | Amburgo                  | BL                       | 21         | 0          | CG              | 5               | 0               | CU                 | 9                  | 0                  | -           | -           | -           | 35     | 0      |
| 2009-2010                | Amburgo                  | BL                       | 27         | 0          | CG              | 1               | 0               | UEL                | 13                 | 2                  | -           | -           | -           | 41     | 2      |
| Totale Amburgo           | Totale Amburgo           | Totale Amburgo           | 75         | 0          |                 | 9               | 0               |                    | 29                 | 2                  |             |             |             | 113    | 2      |
| 2010-2011                | Manchester City          | PL                       | 16         | 0          | FACup+CdL       | 3+0             | 0               | UEL                | 5                  | 0                  | -           | -           | -           | 24     | 0      |
| 2011-2012                | Bayern Monaco            | BL                       | 27         | 0          | CG              | 6               | 0               | UCL                | 15                 | 0                  | -           | -           | -           | 48     | 0      |
| 2012-2013                | Bayern Monaco            | BL                       | 26         | 2          | CG              | 4               | 0               | UCL                | 9                  | 0                  | SG          | 1           | 0           | 40     | 2      |
| 2013-2014                | Bayern Monaco            | BL                       | 25         | 1          | CG              | 5               | 0               | UCL                | 9                  | 0                  | SG+SU+Cmc   | 1+1+2       | 0           | 43     | 1      |
| 2014-2015                | Bayern Monaco            | BL                       | 27         | 0          | CG              | 5               | 0               | UCL                | 11                 | 3                  | SG          | 1           | 0           | 44     | 3      |
| 2015-2016                | Bayern Monaco            | BL                       | 19         | 0          | CG              | 4               | 0               | UCL                | 7                  | 0                  | SG          | 1           | 0           | 31     | 0      |
| 2016-2017                | Bayern Monaco            | BL                       | 13         | 0          | CG              | 2               | 0               | UCL                | 6                  | 0                  | SG          | 0           | 0           | 21     | 0      |
| 2017-2018                | Bayern Monaco            | BL                       | 19         | 1          | CG              | 3               | 1               | UCL                | 9                  | 0                  | SG          | 0           | 0           | 31     | 2      |
| 2018-2019                | Bayern Monaco            | BL                       | 20         | 0          | CG              | 3               | 0               | UCL                | 5                  | 0                  | SG          | 0           | 0           | 28     | 0      |
| 2019-2020                | Bayern Monaco            | BL                       | 24         | 0          | CG              | 4               | 0               | UCL                | 9                  | 0                  | SG          | 1           | 0           | 38     | 0      |
| 2020-2021                | Bayern Monaco            | BL                       | 29         | 1          | CG              | 1               | 0               | UCL                | 7                  | 1                  | SG+SU+Cmc   | 0+1+1       | 0           | 39     | 2      |
| Totale Bayern Monaco     | Totale Bayern Monaco     | Totale Bayern Monaco     | 229        | 5          |                 | 37              | 1               |                    | 87                 | 4                  |             | 10          | 0           | 363    | 10     |
| 2021-2022                | Olympique Lione          | L1                       | 24         | 0          | CF              | 0               | 0               | UEL                | 3                  | 0                  | -           | -           | -           | 27     | 0      |
| 2022-2023                | Olympique Lione          | L1                       | 8          | 0          | CF              | 0               | 0               | -                  | -                  | -                  | -           | -           | -           | 8      | 0      |
| Totale Olympique Lione   | Totale Olympique Lione   | Totale Olympique Lione   | 32         | 0          |                 | 0               | 0               |                    | 3                  | 0                  |             | -           | -           | 35     | 0      |
| feb.-giu. 2024           | Salernitana              | A                        | 7          | 0          | CI              | -               | -               | -                  | -                  | -                  | -           | -           | -           | 7      | 0      |
| 2024-2025                | LASK                     | BL                       | 9+1        | 0          | CA              | 0               | 0               | UEL+UECL           | 2+2                | 0                  | -           | -           | -           | 14     | 0      |
| Totale carriera          | Totale carriera          | Totale carriera          | 386        | 6          |                 | 50              | 1               |                    | 127                | 6                  |             | 10          | 0           | 573    | 13     |

### Cronologia presenze e reti in nazionale
| Cronologia completa delle presenze e delle reti in nazionale ― Germania | Cronologia completa delle presenze e delle reti in nazionale ― Germania | Cronologia completa delle presenze e delle reti in nazionale ― Germania | Cronologia completa delle presenze e delle reti in nazionale ― Germania | Cronologia completa delle presenze e delle reti in nazionale ― Germania | Cronologia completa delle presenze e delle reti in nazionale ― Germania | Cronologia completa delle presenze e delle reti in nazionale ― Germania | Cronologia completa delle presenze e delle reti in nazionale ― Germania |
| Data                                                                    | Città                                                                   | In casa                                                                 | Risultato                                                               | Ospiti                                                                  | Competizione                                                            | Reti                                                                    | Note                                                                    |
| ----------------------------------------------------------------------- | ----------------------------------------------------------------------- | ----------------------------------------------------------------------- | ----------------------------------------------------------------------- | ----------------------------------------------------------------------- | ----------------------------------------------------------------------- | ----------------------------------------------------------------------- | ----------------------------------------------------------------------- |
| 18-11-2009                                                              | Gelsenkirchen                                                           | Germania                                                                | 2 – 2                                                                   | Costa d'Avorio                                                          | Amichevole                                                              | -                                                                       | 65’                                                                     |
| 3-3-2010                                                                | Monaco di Baviera                                                       | Germania                                                                | 0 – 1                                                                   | Argentina                                                               | Amichevole                                                              | -                                                                       |                                                                         |
| 13-5-2010                                                               | Aquisgrana                                                              | Germania                                                                | 3 – 0                                                                   | Malta                                                                   | Amichevole                                                              | -                                                                       | 79’                                                                     |
| 29-5-2010                                                               | Budapest                                                                | Ungheria                                                                | 0 – 3                                                                   | Germania                                                                | Amichevole                                                              | -                                                                       |                                                                         |
| 23-6-2010                                                               | Johannesburg                                                            | Ghana                                                                   | 0 – 1                                                                   | Germania                                                                | Mondiali 2010 - 1º turno                                                | -                                                                       | 73’                                                                     |
| 27-6-2010                                                               | Bloemfontein                                                            | Germania                                                                | 4 – 1                                                                   | Inghilterra                                                             | Mondiali 2010 - Ottavi di finale                                        | -                                                                       |                                                                         |
| 3-7-2010                                                                | Città del Capo                                                          | Argentina                                                               | 0 – 4                                                                   | Germania                                                                | Mondiali 2010 - Quarti di finale                                        | -                                                                       | 72’                                                                     |
| 7-7-2010                                                                | Durban                                                                  | Germania                                                                | 0 – 1                                                                   | Spagna                                                                  | Mondiali 2010 - Semifinale                                              | -                                                                       | 52’                                                                     |
| 10-7-2010                                                               | Port Elizabeth                                                          | Uruguay                                                                 | 2 – 3                                                                   | Germania                                                                | Mondiali 2010 - Finale 3º posto                                         | -                                                                       |                                                                         |
| 11-8-2010                                                               | Copenaghen                                                              | Danimarca                                                               | 2 – 2                                                                   | Germania                                                                | Amichevole                                                              | -                                                                       | 8’ 78’                                                                  |
| 8-10-2010                                                               | Berlino                                                                 | Germania                                                                | 3 – 0                                                                   | Turchia                                                                 | Qual. Euro 2012                                                         | -                                                                       | 73’                                                                     |
| 12-10-2010                                                              | Astana                                                                  | Kazakistan                                                              | 0 – 3                                                                   | Germania                                                                | Qual. Euro 2012                                                         | -                                                                       |                                                                         |
| 17-11-2010                                                              | Stoccolma                                                               | Svezia                                                                  | 0 – 0                                                                   | Germania                                                                | Amichevole                                                              | -                                                                       | 45’                                                                     |
| 9-2-2011                                                                | Dortmund                                                                | Germania                                                                | 1 – 1                                                                   | Italia                                                                  | Amichevole                                                              | -                                                                       | 64’                                                                     |
| 10-8-2011                                                               | Stoccarda                                                               | Germania                                                                | 3 – 2                                                                   | Brasile                                                                 | Amichevole                                                              | -                                                                       | 88’                                                                     |
| 2-9-2011                                                                | Gelsenkirchen                                                           | Germania                                                                | 6 – 2                                                                   | Austria                                                                 | Qual. Euro 2012                                                         | -                                                                       | 46’                                                                     |
| 6-9-2011                                                                | Danzica                                                                 | Polonia                                                                 | 2 – 2                                                                   | Germania                                                                | Amichevole                                                              | -                                                                       |                                                                         |
| 7-10-2011                                                               | Istanbul                                                                | Turchia                                                                 | 1 – 3                                                                   | Germania                                                                | Qual. Euro 2012                                                         | -                                                                       |                                                                         |
| 11-11-2011                                                              | Kiev                                                                    | Ucraina                                                                 | 3 – 3                                                                   | Germania                                                                | Amichevole                                                              | -                                                                       |                                                                         |
| 15-11-2011                                                              | Amburgo                                                                 | Germania                                                                | 3 – 0                                                                   | Paesi Bassi                                                             | Amichevole                                                              | -                                                                       | 65’                                                                     |
| 29-2-2012                                                               | Brema                                                                   | Germania                                                                | 1 – 2                                                                   | Francia                                                                 | Amichevole                                                              | -                                                                       | 64’                                                                     |
| 31-5-2012                                                               | Lipsia                                                                  | Germania                                                                | 2 – 0                                                                   | Israele                                                                 | Amichevole                                                              | -                                                                       |                                                                         |
| 9-6-2012                                                                | Leopoli                                                                 | Germania                                                                | 1 – 0                                                                   | Portogallo                                                              | Euro 2012 - 1º turno                                                    | -                                                                       | 69’                                                                     |
| 13-6-2012                                                               | Charkiv                                                                 | Paesi Bassi                                                             | 1 – 2                                                                   | Germania                                                                | Euro 2012 - 1º turno                                                    | -                                                                       | 87’                                                                     |
| 22-6-2012                                                               | Danzica                                                                 | Germania                                                                | 4 – 2                                                                   | Grecia                                                                  | Euro 2012 - Quarti di finale                                            | -                                                                       |                                                                         |
| 28-6-2012                                                               | Varsavia                                                                | Germania                                                                | 1 – 2                                                                   | Italia                                                                  | Euro 2012 - Semifinali                                                  | -                                                                       | 61’                                                                     |
| 15-8-2012                                                               | Francoforte                                                             | Germania                                                                | 1 – 3                                                                   | Argentina                                                               | Amichevole                                                              | -                                                                       |                                                                         |
| 12-10-2012                                                              | Dublino                                                                 | Irlanda                                                                 | 1 – 6                                                                   | Germania                                                                | Qual. Mondiali 2014                                                     | -                                                                       |                                                                         |
| 16-10-2012                                                              | Berlino                                                                 | Germania                                                                | 4 – 4                                                                   | Svezia                                                                  | Qual. Mondiali 2014                                                     | -                                                                       |                                                                         |
| 26-3-2013                                                               | Monaco di Baviera                                                       | Germania                                                                | 4 – 1                                                                   | Kazakistan                                                              | Qual. Mondiali 2014                                                     | -                                                                       |                                                                         |
| 14-8-2013                                                               | Berlino                                                                 | Germania                                                                | 3 – 3                                                                   | Paraguay                                                                | Amichevole                                                              | -                                                                       | 46’                                                                     |
| 6-9-2013                                                                | Berlino                                                                 | Germania                                                                | 3 – 0                                                                   | Austria                                                                 | Qual. Mondiali 2014                                                     | -                                                                       |                                                                         |
| 10-9-2013                                                               | Tórshavn                                                                | Fær Øer                                                                 | 0 – 3                                                                   | Germania                                                                | Qual. Mondiali 2014                                                     | -                                                                       |                                                                         |
| 11-10-2013                                                              | Berlino                                                                 | Germania                                                                | 3 – 0                                                                   | Irlanda                                                                 | Qual. Mondiali 2014                                                     | -                                                                       |                                                                         |
| 15-10-2013                                                              | Stoccolma                                                               | Svezia                                                                  | 3 – 5                                                                   | Germania                                                                | Qual. Mondiali 2014                                                     | -                                                                       |                                                                         |
| 15-11-2013                                                              | Torino                                                                  | Italia                                                                  | 1 – 1                                                                   | Germania                                                                | Amichevole                                                              | -                                                                       |                                                                         |
| 19-11-2013                                                              | Londra                                                                  | Inghilterra                                                             | 0 – 1                                                                   | Germania                                                                | Amichevole                                                              | -                                                                       | 45’                                                                     |
| 5-3-2014                                                                | Stoccarda                                                               | Germania                                                                | 1 – 0                                                                   | Cile                                                                    | Amichevole                                                              | -                                                                       |                                                                         |
| 1-6-2014                                                                | Mönchengladbach                                                         | Germania                                                                | 2 – 2                                                                   | Camerun                                                                 | Amichevole                                                              | -                                                                       |                                                                         |
| 16-6-2014                                                               | Salvador                                                                | Germania                                                                | 4 – 0                                                                   | Portogallo                                                              | Mondiali 2014 - 1º turno                                                | -                                                                       |                                                                         |
| 21-6-2014                                                               | Fortaleza                                                               | Germania                                                                | 2 – 2                                                                   | Ghana                                                                   | Mondiali 2014 - 1º turno                                                | -                                                                       | 46’                                                                     |
| 26-6-2014                                                               | Recife                                                                  | Stati Uniti                                                             | 0 – 1                                                                   | Germania                                                                | Mondiali 2014 - 1º turno                                                | -                                                                       |                                                                         |
| 30-6-2014                                                               | Porto Alegre                                                            | Germania                                                                | 2 – 1 dts                                                               | Algeria                                                                 | Mondiali 2014 - Ottavi di finale                                        | -                                                                       |                                                                         |
| 4-7-2014                                                                | Rio de Janeiro                                                          | Francia                                                                 | 0 – 1                                                                   | Germania                                                                | Mondiali 2014 - Quarti di finale                                        | -                                                                       |                                                                         |
| 8-7-2014                                                                | Belo Horizonte                                                          | Brasile                                                                 | 1 – 7                                                                   | Germania                                                                | Mondiali 2014 - Semifinale                                              | -                                                                       |                                                                         |
| 13-7-2014                                                               | Rio de Janeiro                                                          | Germania                                                                | 1 – 0 dts                                                               | Argentina                                                               | Mondiali 2014 - Finale                                                  | -                                                                       |                                                                         |
| 7-9-2014                                                                | Dortmund                                                                | Germania                                                                | 2 – 1                                                                   | Scozia                                                                  | Qual. Euro 2016                                                         | -                                                                       |                                                                         |
| 10-10-2014                                                              | Varsavia                                                                | Polonia                                                                 | 2 – 0                                                                   | Germania                                                                | Qual. Euro 2016                                                         | -                                                                       | 25’                                                                     |
| 14-10-2014                                                              | Gelsenkirchen                                                           | Germania                                                                | 1 – 1                                                                   | Irlanda                                                                 | Qual. Euro 2016                                                         | -                                                                       |                                                                         |
| 14-11-2014                                                              | Norimberga                                                              | Germania                                                                | 4 – 0                                                                   | Gibilterra                                                              | Qual. Euro 2016                                                         | -                                                                       |                                                                         |
| 29-3-2015                                                               | Tbilisi                                                                 | Georgia                                                                 | 0 – 2                                                                   | Germania                                                                | Qual. Euro 2016                                                         | -                                                                       |                                                                         |
| 13-6-2015                                                               | Faro                                                                    | Gibilterra                                                              | 0 – 7                                                                   | Germania                                                                | Qual. Euro 2016                                                         | -                                                                       |                                                                         |
| 4-9-2015                                                                | Francoforte sul Meno                                                    | Germania                                                                | 3 – 1                                                                   | Polonia                                                                 | Qual. Euro 2016                                                         | -                                                                       |                                                                         |
| 7-9-2015                                                                | Glasgow                                                                 | Scozia                                                                  | 2 – 3                                                                   | Germania                                                                | Qual. Euro 2016                                                         | -                                                                       |                                                                         |
| 8-10-2015                                                               | Dublino                                                                 | Irlanda                                                                 | 1 – 0                                                                   | Germania                                                                | Qual. Euro 2016                                                         | -                                                                       |                                                                         |
| 11-10-2015                                                              | Lipsia                                                                  | Germania                                                                | 2 – 1                                                                   | Georgia                                                                 | Qual. Euro 2016                                                         | -                                                                       |                                                                         |
| 13-11-2015                                                              | Parigi                                                                  | Francia                                                                 | 2 – 0                                                                   | Germania                                                                | Amichevole                                                              | -                                                                       | 46’                                                                     |
| 29-5-2016                                                               | Augusta                                                                 | Germania                                                                | 1 – 3                                                                   | Slovacchia                                                              | Amichevole                                                              | -                                                                       | 64’                                                                     |
| 4-6-2016                                                                | Gelsenkirchen                                                           | Germania                                                                | 2 – 0                                                                   | Ungheria                                                                | Amichevole                                                              | -                                                                       |                                                                         |
| 12-6-2016                                                               | Villeneuve-d'Ascq                                                       | Germania                                                                | 2 – 0                                                                   | Ucraina                                                                 | Euro 2016 - 1º turno                                                    | -                                                                       |                                                                         |
| 16-6-2016                                                               | Saint-Denis                                                             | Germania                                                                | 0 – 0                                                                   | Polonia                                                                 | Euro 2016 - 1º turno                                                    | -                                                                       | 67’                                                                     |
| 21-6-2016                                                               | Parigi                                                                  | Irlanda del Nord                                                        | 0 – 1                                                                   | Germania                                                                | Euro 2016 - 1º turno                                                    | -                                                                       | 76’                                                                     |
| 26-6-2016                                                               | Villeneuve-d'Ascq                                                       | Germania                                                                | 3 – 0                                                                   | Slovacchia                                                              | Euro 2016 - Ottavi di finale                                            | 1                                                                       | 72’                                                                     |
| 2-7-2016                                                                | Bordeaux                                                                | Germania                                                                | 1 – 1 dts (6 – 5 dtr)                                                   | Italia                                                                  | Euro 2016 - Quarti di finale                                            | -                                                                       |                                                                         |
| 7-7-2016                                                                | Marsiglia                                                               | Germania                                                                | 0 – 2                                                                   | Francia                                                                 | Euro 2016 - Semifinale                                                  | -                                                                       | 61’                                                                     |
| 8-10-2016                                                               | Amburgo                                                                 | Germania                                                                | 3 – 0                                                                   | Rep. Ceca                                                               | Qual. Mondiali 2018                                                     | -                                                                       |                                                                         |
| 11-10-2016                                                              | Hannover                                                                | Germania                                                                | 2 – 0                                                                   | Irlanda del Nord                                                        | Qual. Mondiali 2018                                                     | -                                                                       | 69’                                                                     |
| 5-10-2017                                                               | Belfast                                                                 | Irlanda del Nord                                                        | 1 – 3                                                                   | Germania                                                                | Qual. Mondiali 2018                                                     | -                                                                       |                                                                         |
| 23-3-2018                                                               | Düsseldorf                                                              | Germania                                                                | 1 – 1                                                                   | Spagna                                                                  | Amichevole                                                              | -                                                                       |                                                                         |
| 27-3-2018                                                               | Berlino                                                                 | Germania                                                                | 0 – 1                                                                   | Brasile                                                                 | Amichevole                                                              | -                                                                       | Cap. 68’                                                                |
| 8-6-2018                                                                | Leverkusen                                                              | Germania                                                                | 2 – 1                                                                   | Arabia Saudita                                                          | Amichevole                                                              | -                                                                       | 46’                                                                     |
| 17-6-2018                                                               | Mosca                                                                   | Germania                                                                | 0 – 1                                                                   | Messico                                                                 | Mondiali 2018 - 1º turno                                                | -                                                                       |                                                                         |
| 23-6-2018                                                               | Soči                                                                    | Germania                                                                | 2 – 1                                                                   | Svezia                                                                  | Mondiali 2018 - 1º turno                                                | -                                                                       | 71’, 82’                                                                |
| 6-9-2018                                                                | Monaco di Baviera                                                       | Germania                                                                | 0 – 0                                                                   | Francia                                                                 | UEFA Nations League 2018-2019 - 1º turno                                | -                                                                       |                                                                         |
| 9-9-2018                                                                | Sinsheim                                                                | Germania                                                                | 2 – 1                                                                   | Perù                                                                    | Amichevole                                                              | -                                                                       | 46’                                                                     |
| 13-10-2018                                                              | Amsterdam                                                               | Paesi Bassi                                                             | 3 – 0                                                                   | Germania                                                                | UEFA Nations League 2018-2019 - 1º turno                                | -                                                                       |                                                                         |
| Totale                                                                  |                                                                         | Presenze                                                                | 76                                                                      |                                                                         | Reti                                                                    | 1                                                                       |                                                                         |

## Palmarès

### Club

#### Competizioni nazionali
- Coppa d'Inghilterra: 1

Manchester City: 2010-2011
- Supercoppa di Germania: 5

Bayern Monaco: 2012, 2016, 2017, 2018, 2020
- Coppa di Germania: 5

Bayern Monaco: 2012-2013, 2013-2014, 2015-2016, 2018-2019, 2019-2020
- Campionato tedesco: 9

Bayern Monaco: 2012-2013, 2013-2014, 2014-2015, 2015-2016, 2016-2017, 2017-2018, 2018-2019, 2019-2020, 2020-2021

#### Competizioni Internazionali
- UEFA Champions League: 2

Bayern Monaco: 2012-2013, 2019-2020
- Supercoppa UEFA: 2

Bayern Monaco: 2013, 2020
- Coppa del mondo per club: 2

Bayern Monaco: 2013, 2020

### Nazionale

#### Competizioni giovanili
- Campionato d'Europa Under-21: 1

2009

#### Competizioni maggiori
- Campionato mondiale: 1

Brasile 2014

### Individuale
- Selezione UEFA dell'Europeo Under-21: 1

Svezia 2009
- Europei Top 11: 1

Francia 2016
- Squadra dell'anno UEFA: 1

2016
- Calciatore dell'anno in Germania: 1

2016